# عبد اللطيف اللعبي
عبد اللطيف اللعبي (ولد سنة 1942، فاس) كاتب وشاعر ومترجم مغربي ومهتم بالآداب الفرنكفونية. وعضو اتحاد كتاب المغرب، درس الأدب الفرنسي بجامعة محمد الخامس بالرباط، وأسس عام 1966 مجلة أنفاس. كما اهتم بالمسرح، حيث شارك سنة 1963 في تأسيس المسرح الجامعي المغربي. أعتقل اللعبي بسبب نشاطه السياسي سنة 1972, حيث كان من مؤسسي الحركة المتطرفة إلى الأمام، ولم يسترجع حريته الا سنة 1980 على إثر حملة دولية واسعة. سنة 2009 حصل على جائزة غونكور الفرنسية للشعر. وفي سنة 2011 فاز بالجائزة الكبرى للفرانكفونية التي تمنحها أكاديمية اللغة الفرنسية.

## مسيرته
في مارس 2013 نشرت مقالة (حرية الاعتقاد في الحياة وفي مواجهة الموت) لعبد اللطيف اللعبي وهي على شكل وصية يطلب فيها أن يكون حفل تأبينه لائكي على الطريقة الفرنسية: «بضع قصائد شعرية وموسيقى عوضا عن صلاة الجنازة، ثم إحدى اغاني الحب والثورة كي تكون خلفية لمراسم الدفن والعزاء»، كما أوصى بأن تدفن زوجته إلى جواره: «وأيضا، ماذا بشأن أمنية هي الأخرى، أن أرقد، حين الأوان، إلى جوار رفيقة حياتي، المسيحية المولد، والمتحررة من أي معتقد، والمغربية القلب؟ باسم ماذا سيتم إبعادنا عن بعضنا البعض؟»
الأمر الذي أثار ضجة إعلامية، ووصفه الخمالي بدر الدين بأنه «طلب شاعري ومشروع بقدر ما هو سطحي وتافه وينم عن قصور فكري ومعرفي كبير وعن الأعراض النفسية الخطيرة التي قد تصيب الإنسان في نهاية عمره »، وتم نصحه بأن يكون صريحا وجريئا وليتقدم إلى المحاكم المغربية بطلب يعلن فيه تخليه عن الإسلام وردته عن أحكامه وكفره بشريعته مما يتيح له الإمكانية القانونية في طلب عدم إقامة طقوس الجنازة الإسلامية على جثته وأن يخصص له طبقا للقانون مربعا ترابيا يدفن فيه بجانب شريكته".

### الشعر
| عبد اللطيف اللعبي | هوذا عنقي أضربي واقطعي لن يكون هناك دمٌ ستبقى عيناى مفتوحتين وديعتين ستلمع فوق شفتيّ بسمة المشنوق الغريبة فوق سريرك لن يحتل رأسي مكاناً كبيراً ولن ترتابي بعد فيّ. "حرب العشق" | عبد اللطيف اللعبي |

### المسرح
أول صلة له بالمسرح كانت في الستينيات حين كان طالبا بكلية الآداب بالرباط، لكن لم يكتب عن تجربة الاعتقال مسرحيا إلا في سنة 1985، وهي السنة التي ألف فيها مسرحية «التعميد الثعلبي»، ولم تنشر هذه المسرحية بفرنسا إلا سنة 1987 حيث صدرت عن دار «لارماتان».

## من بين أعماله
- العين والليل (رواية)
- عهد البربرية (شعر)
- قصة مغربية (شعر)
- أزهرت شجرة الحديد (شعر)
- قصائد تحت الكمامة (شعر)
- مجنون الأمل (رواية)
- يوميات قلعة المنفى (رسائل سجن)
- الرهان الثقافي (دراسات نظرية ومقابلات)
- الشعر لا يهزم

## ترجمة أعمال
كما قام اللعبي بترجمة عدة أعمال أدبية للغة الفرنسية من بينها:
- شعر المقاومة الفلسطينية
- أشعار لـ عبد الله زريقة
- محمود درويش
- عبد الوهاب بياتي
- وترجمة رواية لحنا مينة.

## الإعتداء عليه
تعرض الكاتب في أكتوبر من سنة 2015م لاعتداء من قبل شخص مجهول، اقتحم بيته العائلي، وعمد إلى طعنه بسكين وزوجته الأستاذة جوسلين متسببا لهما في جروح بليغة.
وقد عرف هذا الحادث تضامنا واسعا مع الكاتب، وصدور بيان من اتحاد كتاب المغرب، وقد أدّت التحرّيات السريعة للسلطات المغربية من إلقاء القبض على المجرم في وقت وجيز، فيما لازالت تباشر التحقيقات مع المعتدي لكشف خلفيات ودوافع هذا الفعل الإجرامي.

## وصلات خارجية
- عبد اللطيف اللعبي على موقع أرشيف الشارخ.

- رواية مجنون الأمل كتاب في جريدة.
- لقاء مع عبد اللطيف اللعبي الحاصل على جائزة «غونكور» للشعر فرانس 24.
- بعض قصائده من ديوان قصائد تحت الكمامة
- الموقع الرسمي لعبد اللطيف اللعبي
- قراءة في مسرحية «التعميد الثعلبي» لعبد اللطيف اللعبي